# Nes' (fiume)
Il Nes' (in russo Несь?) è un fiume della Russia europea che scorre nel Circondario Autonomo dei Nenec, nel sud della penisola di Kanin.
Il fiume ha origine dal lago Nes', ha una lunghezza di 151 km e sfocia nel Golfo del Mezen'. Sulla riva destra del fiume, a circa 6 miglia dalla foce, si trova il villaggio di Nes'.